# Charles-Ernest-Édouard Hardy de La Largére
Charles-Ernest-Édouard Hardy de La Largére (Breslavia, 13 dicembre 1802 – Rennes, 14 ottobre 1880) è stato un generale francese.

## Biografia
Charles-Ernest-Édouard Hardy de La Largére nacque nel 1802 a Breslavia.
Dopo aver studiato all' école militaire de Saint-Cyr da cui uscì diplomato col grado di sottotenente nel 1820, nel 1832 ottenne il grado di tenente e prese parte col suo reggimento alla spedizione in Belgio.
Prestò servizio in seguito in Algeria dove prese parte alla battaglia di Isly del 14 agosto 1844 dove Bugeaud ebbe modo trionfare sui marocchini comandati da Mulay Muhammad, figlio del sultano Mulay 'Abd al-Rahman. Promosso tenente colonnello nel 1851 e colonnello nel 1854, combatté nella seconda guerra d'indipendenza italiana e nel 1860 venne promosso al rango di generale di brigata.
Il 27 giugno 1842 sposò Zoë Le Gall De Kerlinou (1813-1867), con la quale ebbe i seguenti figli:
- Marie Thérèse (1844-1897)
- Zoë Céline Anne Marie (1847-1931)

Si ritirò dal servizio attivo nel 1879 e morì a Rennes l'anno successivo.